# Coupe du Golfe des clubs champions 2006-2007
Navigation
Koweit City 2007
La Coupe du golfe des clubs champions 2006-2007 est la 22e édition de la Coupe du golfe des clubs champions. Douze équipes, qualifiées par le biais de leur championnat national, disputent le tournoi, qui est organisé en deux phases. Lors de la première, les formations sont réparties en trois poules de quatre; les premiers et le meilleur deuxième se qualifient pour la phase finale, qui est jouée sous forme de tableau, avec demi-finales et finale en matchs aller et retour.
Cette édition est la première jouée avec cette formule : jusqu'à l'édition précédente, la Coupe des clubs champions du golfe Persique accueillait 6 équipes (1 formation par pays membre de l'UAFA) regroupées au sein d'une poule unique, avec chaque qui rencontrait une seule fois ses adversaires.
C'est le club saoudien d'Ettifaq FC qui remporte la compétition, après avoir battu en finale le tenant du titre, les Koweïtiens de Qadsia Sporting Club. C'est le 3e trophée du club, après les succès obtenus en 1983 et 1988. Ettifaq FC devient la formation la plus titrée de l'histoire de la compétition.

## Équipes participantes
- Qadsia Sporting Club - 2e du championnat du Koweït 2005-2006
- Al-Salmiya SC - 3e du championnat du Koweït 2005-2006
- Al-Hilal FC - Finaliste du championnat d'Arabie saoudite 2005-2006
- Ettifaq FC - 5e du championnat d'Arabie saoudite 2005-2006
- Al Jazira Club - 3e du championnat des Émirats arabes unis 2005-2006
- Sharjah SC - 7e du championnat des Émirats arabes unis 2005-2006
- Mascate FC - Champion d'Oman 2005-2006
- Al Nasr Salalah - Vainqueur de la Coupe d'Oman 2005
- Qatar SC - Vice-champion du Qatar 2005-2006
- Al-Arabi Sports Club - 3e du championnat du Qatar 2005-2006
- Al Muharraq Club - Champion de Bahreïn 2005-2006
- Riffa Club - 3e du championnat du Bahreïn 2005-2006

## Compétition

### Première phase

#### Groupe 1
- Toutes les rencontres sont disputées à Manama, à Bahreïn.

| Rang | Équipe               | Pts | J | G | N | P | Bp | Bc | Diff |  | Résultats (▼ dom., ► ext.) |  |     |     |     |
| ---- | -------------------- | --- | - | - | - | - | -- | -- | ---- |  | -------------------------- |  | --- | --- | --- |
| 1    | Qadsia Sporting Club | 7   | 3 | 2 | 1 | 0 | 7  | 5  | +2   |  | Qadsia Sporting Club       |  | 3-2 | 1-1 | 3-2 |
| 2    | Sharjah SC           | 6   | 3 | 2 | 0 | 1 | 6  | 5  | +1   |  | Sharjah SC                 |  |     | 2-1 | 2-1 |
| 3    | Al Muharraq Club     | 4   | 3 | 1 | 1 | 1 | 4  | 4  | 0    |  | Al Muharraq Club           |  |     |     | 2-1 |
| 4    | Al-Arabi Sports Club | 0   | 3 | 0 | 0 | 3 | 4  | 7  | -3   |  | Al-Arabi Sports Club       |  |     |     |     |

#### Groupe 2
- Toutes les rencontres sont disputées à Salalah, au sultanat d'Oman.

| Rang | Équipe          | Pts | J | G | N | P | Bp | Bc | Diff |  | Résultats (▼ dom., ► ext.) |  |     |     |     |
| ---- | --------------- | --- | - | - | - | - | -- | -- | ---- |  | -------------------------- |  | --- | --- | --- |
| 1    | Al Jazira Club  | 7   | 3 | 2 | 1 | 0 | 2  | 0  | +2   |  | Al Jazira Club             |  | 1-0 | 0-0 | 1-0 |
| 2    | Ettifaq FC      | 6   | 3 | 2 | 0 | 1 | 4  | 2  | +2   |  | Ettifaq FC                 |  |     | 2-0 | 2-1 |
| 3    | Qatar SC        | 2   | 3 | 0 | 2 | 1 | 0  | 2  | -2   |  | Qatar SC                   |  |     |     | 0-0 |
| 4    | Al Nasr Salalah | 1   | 3 | 0 | 1 | 2 | 1  | 3  | -2   |  | Al Nasr Salalah            |  |     |     |     |

Ettifaq FC obtient sa qualification en tant que meilleur deuxième, tous groupes confondus.

#### Groupe 3
- Toutes les rencontres sont disputées à Riyad, en Arabie saoudite.

| Rang | Équipe        | Pts | J | G | N | P | Bp | Bc | Diff |  | Résultats (▼ dom., ► ext.) |  |     |     |     |
| ---- | ------------- | --- | - | - | - | - | -- | -- | ---- |  | -------------------------- |  | --- | --- | --- |
| 1    | Al-Salmiya SC | 9   | 3 | 3 | 0 | 0 | 8  | 2  | +6   |  | Al-Salmiya SC              |  | 1-0 | 2-1 | 5-1 |
| 2    | Riffa Club    | 4   | 3 | 1 | 1 | 1 | 3  | 3  | 0    |  | Riffa Club                 |  |     | 1-1 | 2-1 |
| 3    | Al-Hilal FC   | 2   | 3 | 0 | 2 | 1 | 2  | 3  | -1   |  | Al-Hilal FC                |  |     |     | 0-0 |
| 4    | Mascate FC    | 1   | 3 | 0 | 1 | 2 | 2  | 7  | -5   |  | Mascate FC                 |  |     |     |     |

### Phase finale

#### Demi-finales
| Équipe 1       | Résultat | Équipe 2             | Aller | Retour |
| -------------- | -------- | -------------------- | ----- | ------ |
| Al-Salmiya SC  | 3 - 6    | Ettifaq FC           | 3 - 3 | 0 - 3  |
| Al Jazira Club | 2 - 3    | Qadsia Sporting Club | 2 - 2 | 0 - 1  |

#### Finale
| Équipe 1             | Résultat | Équipe 2   | Aller | Retour |
| -------------------- | -------- | ---------- | ----- | ------ |
| Qadsia Sporting Club | 1 - 2    | Ettifaq FC | 0 - 1 | 1 - 1  |

| Coupe des clubs champions du golfe Persique Ettifaq FC 3e titre |